# HMS Churchill (S46)
HMS Churchill foi um submarino de propulsão nuclear da Marinha Real Britânica. O navio lider da Classe Churchill, com 4 900 toneladas de deslocamento submerso, foi lançado em 20 de dezembro de 1968 e esteve em operações até 1991 .